# ギヨーム・ビュデ

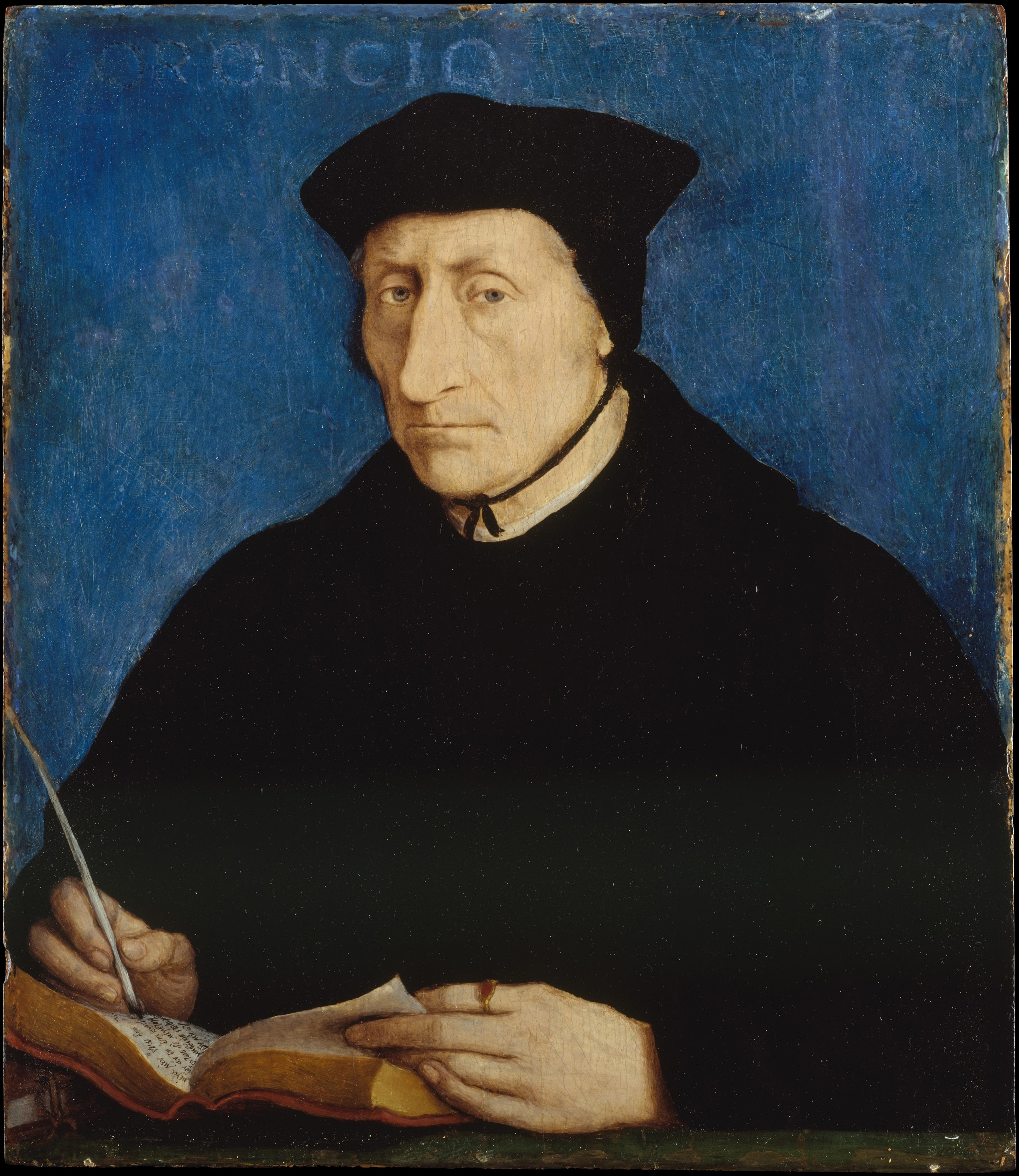
『ギヨーム・ビュデの肖像』1536年頃、ジャン・クルーエ画、メトロポリタン美術館蔵

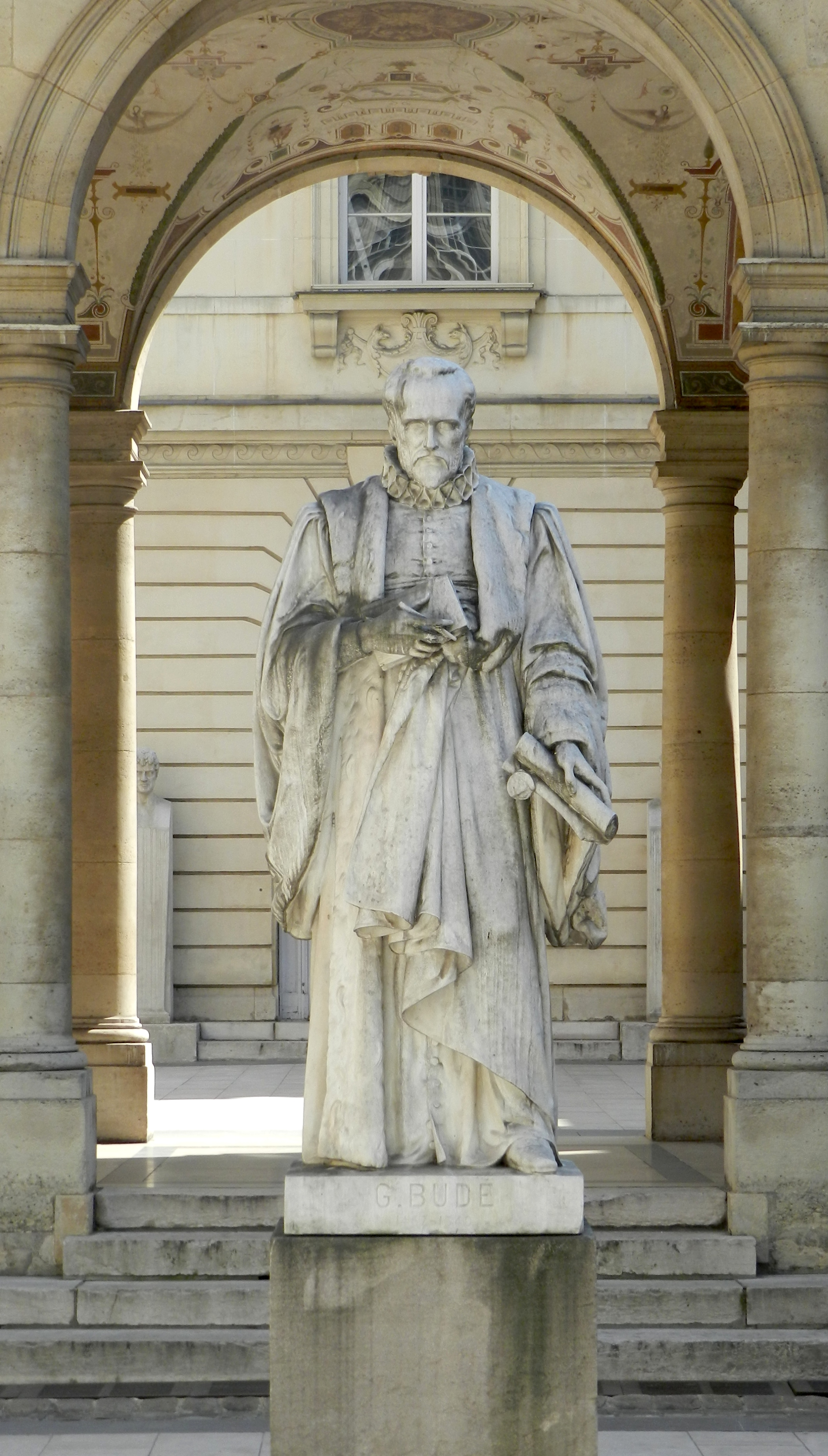
コレージュ・ド・フランスのビュデ像

ギヨーム・ビュデ（仏: Guillaume Budé 1468年1月26日 - 1540年8月23日）は、ルネサンス期フランスの人文主義者・古典学者。『ビュデ叢書』の名前の由来。フランス国立図書館やコレージュ・ド・フランスの創設者の一人。通称「フランスのエラスムス」。著作に『ギリシア語考』『古代貨幣考』など。ラテン語名はグィレルムス・ブダエウス（羅: Guilielmus Budaeus）。

## 人物
1468年、パリの王室高官の家に生まれる。オルレアン大学法学部卒業後、乗馬や狩猟に明け暮れていたが、23歳のとき突如学問に目覚める。法学を学び直す中で、ギリシア・ローマの古典を研究するようになる。1491年、パリ大学に入り、ビザンツからの亡命学者ラスカリスやスパルタのヘルモニムスにギリシア語を学ぶ。
1497年から王室秘書官となり、教皇ユリウス2世やレオ10世への使節に参加する。1515年、主著『古代貨幣考』を刊行して「フランスのエラスムス」の名声を得る。1520年、フランソワ1世の「金襴の陣」に随行する。1522年から、フランソワ1世の王室図書館長および請願聴聞官となる。1530年、コレージュ・ド・フランスの前身となる「王立教授団」をパリ大学神学部の守旧派に抗して、フランソワ1世に進言し創設させる。
エラスムスとの往復書簡を1516年から始めるが、次第に仲違いし、1519年頃には疎遠になり、1528年に絶縁する。1517年には、設立準備中の王立教授団の学長職をエラスムスに打診するが断られている。
1540年、公務旅行中に病没する。生涯カトリック教徒だったが、内心は反カトリック的だったことが示唆される。その例として、聖書の原典批判に通じるため教会に危険視されていたギリシア語を研究したこと、遺言で簡素な葬儀を望んだこと、没後に妻子がカルヴィニズムの都ジュネーヴに移住し改宗したことが挙げられる。

## 著作
- 『ギリシア語考』（羅: Commentarii linguae graecae ） - 当時の古代ギリシア語研究の集大成[11]。印刷業者のロベール・エティエンヌらに受容された[11]。
- 『古代貨幣考』（羅: De Asse et Partibus Eius） - 古典中の貨幣をフランスの貨幣に換算するという当時では画期的な著作[6]。貨幣史学の先駆の一つ。古典を渉猟するだけでなく、市場で実地調査もした[6]。
- 『学説彙纂24巻注解』（羅: Annotationes in XXIV libros Pandectarum） - 前後編からなる[6]。『ローマ法大全』の注釈書。註釈学派や後期註釈学派の解釈を攻撃し[5]、人文主義法学を創始する著作の一つとなった[18]。
- 『偶然的物事の蔑視について』（羅: De contemptu rerum fortuitarum） - セネカ『心の平静について（英語版）』のストア哲学を参考にして書かれた[19]。
- 『君主教育論』（仏: L'institution du Prince） - 唯一のフランス語著作[20][21]。フランソワ1世に向けて書かれた[20][21]。王に文献学の重要性などを説く[11]。

その他、プルタルコスの小品のラテン語訳、『文学研究』『学芸愛について』『ヘレニズムからキリスト教への移行について』などの著作、エラスムス、トマス・モア、アルチャート、ラブレーらとの往復書簡が現存する。書簡にはラテン語だけでなくギリシア語も使われている。

## 現代
「ビュデ叢書」とその後援団体「ギヨーム・ビュデ協会」の名前の由来になっている。コレージュ・ド・フランスやフランス国立図書館に像がある。サン・ルイ島に「ビュデ通り」がある。